# Станіславівка (Житомирський район)
Станісла́вівка — село в Україні, у Чуднівській міській територіальній громаді Житомирського району Житомирської області. Населення становить 219 осіб (2001).

## Історія
У 1906 році — колонія Чуднівської волості Житомирського повіту Волинської губернії. Відстань від повітового міста 48 верст, від волості 16. Дворів 95, мешканців 553.
У 1923—54 роках — адміністративний центр колишньої Станіславівської сільської ради Дзержинського району.
До 2020 року село входило до складу Карвинівської сільської ради Романівського району. Відповідно до розпорядження Кабінету Міністрів України № 711-р від 12 червня 2020 року «Про визначення адміністративних центрів та затвердження територій територіальних громад Житомирської області», до складу Чуднівської міської громади була включена територія Карвинівської сільської ради Романівського району.
Відповідно до постанови Верховної Ради України від 17 червня 2020 року «Про утворення та ліквідацію районів», громада увійшла до новоствореного Житомирського району.